# Alegrete (Rio Grande do Sul)
Pour l’article homonyme, voir Alegrete.
Alegrete est une importante municipalité située dans l'État du Rio Grande do Sul, au Brésil.
Elle a une superficie de 7 803,967 km² et compte 88 513 habitants (2006). Son altitude moyenne est de 102 m.
La température moyenne est de 24,8 °C. La moyenne pluviométrique annuelle est de 1525 mm.

## Histoire
Le hameau, sur le bord gauche du rio Ibirapuitã, fut fondé en 1817 et élevé à la catégorie de bourg en 1831. Il fut transformé en ville le 22 janvier 1857.
Elle fut la troisième et la dernière Capitale "Farroupilha" (Révolution Farroupilha), du 1842 au 1845, et est considérée la ville plus "gaúcha" du monde.
Chaque 20 septembre (Le Jour du Gaúcho) a lieu un orgueilleux défilé équestre avec environ 8 000 personnes, avec beaux habillements traditionnels et chevaux richement harnachés. C'est le plus grand défilé, de ce type, dans tout le monde.
La patronne de la ville est Notre-Dame de l'Immaculée Conception Apparue. Sa fête se célèbre le 8 décembre.

## Personnalités nées à Alegrete
- Osvaldo Aranha - Politique, diplomate, homme d'État et président de l'ONU en 1947 ;
- Mário Quintana - Poète.
- Márcio Faraco - Musicien, chanteur.
- Sergio Faraco - Écrivain

## Maires
- 2000 - José Rubens Pillar (PP)
- 2004 - José Rubens Pillar (PP)

## Économie
Son économie repose principalement sur l'agriculture, avec le riz (45 000 ha), le soja et le blé. L'élevage bovin (536 536) et ovin est aussi important.
Alegrete possède un aéroport (code AITA : ALQ).

## Localisation
Alegrete est localisée dans le Sud-Ouest du Rio Grande do Sul, dans la microrégion Campanha occidentale. Elle a comme villes voisines : Itaqui, Manoel Viana, São Francisco de Assis, São Vicente do Sul, Cacequi, Rosário do Sul, Quaraí et Uruguaiana.